# Ada Škerl
Ada Škerl, slovenska pesnica, pisateljica in prevajalka, * 3. april 1924, Ljubljana, † 29. maj 2009, Ljubljana. Njeno poezijo so po desetletjih družbene nezaželenosti na novo odkrili in ovrednotili šele po letu 2004. Z odprtjem ljubljanskega parka, poimenovanega po njej in njeni življenjski sopotnici leta 2025, pa se je širši javnosti razkrila tudi njena istospolna opredelitev.

## Življenje
Kot gimnazijka se je pridružila osvobodilni fronti. Po vojni se je vpisala na študij slavistike na Filozofski fakulteti, kjer je diplomirala. Študirala je tudi na igralski akademiji.Osebno izpovedne pesmi je začela pisati že med drugo svetovno vojno. Potem ko je leta 1949 izšla njena intimistična pesniška zbirka Senca v srcu, s katero je kljubovala kolektivnemu revolucionarnemu doživljanju sveta, je postala družbeno nezaželena. 
"V moji poeziji je bilo čustvo, ne lopatarstvo, in tega so se ustrašili."
Ada Škerl v oddaji Naši umetniki pred mikrofonom, Radio Slovenija, 1989
Izgubila je uredniško službo pri Mladinski knjigi in zaman iskala profesorsko delo v Ljubljani. Umaknila se je  iz javnega življenja in čez čas vendarle dobila službo profesorice v Škofji Loki. Po treh letih je dala odpoved in nato kar triindvajset let opravljala delo lektorice na ljubljanskem radiu. Svoja zadnja leta je preživela v Mariboru. Umrla je v 86. letu starosti.
Skoraj pol stoletja je živela s partnerico Sonjo Plaskan, s katero je sodelovala pri nekaj književnih prevodih. Pokopani sta v skupnem grobu na mariborskem pokopališču Pobrežje. To in nekaj drugih manj znanih podrobnosti iz njenega življenja je leta 2019 v eseju "Ada Škerl – plaha ptica (manj znani drobci iz življenja pesnice)" razkril pesnik in urednik Brane Mozetič. Na njegovo pobudo in pobudo direktorja ZRC SAZU Ota Lutharja so na Prulah v Ljubljani ob 101. obletnici pesničinega rojstva, 3. aprila 2025, odprli park Ade Škerl in Sonje Plaskan, prvi park v Sloveniji, poimenovan po istospolnem paru. Spomladi 2025 je bila napisna tabla trikrat zapored poškodovana, prav v času trajanja festivala Lezbična četrt in Parada ponosa.

## Delo
Ada Škerl je znana predvsem kot pesnica za odrasle. Njena knjižna dela so: Senca v srcu (1949), Obledeli pasteli (1965), Temna tišina (1992), napisala pa je tudi nekaj del za otroke in mladino: Zgodba o morskem konjičku (1953), Voščila (1962), Nevsakdanje potovanje (1973).
Senca v srcu je bila prva prava zbirka intimistične poezije po drugi vojni na Slovenskem. Literarna zgodovina pesnici vse bolj priznava pomembno mesto v razvoju sodobne slovenske lirike.
S tihim, nebojevitim subjektivizmom, z izpovedovanjem ljubezenskih in bivanjskih dvomov in deziluzij namesto zaupanja v svetlo prihodnost, z izražanjem intimne samote, bolečine in žalosti ob smrti ljubega bitja si je pesnica prislužila odklonilne sodbe sodobnikov.— Irena Novak Popov, Sprehodi po slovenski poeziji, Maribor : Litera, 2003
Spomladi 2004, ob avtoričini osemdesetletnici, so pisateljica Barbara Simonitti, pesnici Barbara Korun in Maja Vidmar ter publicistka Alenka Puhar v Ljubljani pripravile večer poezije z naslovom Pesniška usoda Ade Škerl, s katerim so želele v širši javnosti obuditi spomin na skoraj pozabljeno intimistično pesnico in njeno težavno pot po letu 1949. Dogodek velja za prelomnico v literarni rehabilitaciji Ade Škerl.
Namesto o izgradnji novega, upanja polnega sveta, je Škerlova opisovala intimne ljubezenske občutke, zaznamovane s smrtjo. Senca v srcu je izšla štiri leta pred izdajo znamenite zbirke Pesmi štirih.— Pesnica Barbara Simoniti, Cankarjev dom, 8. april 2004
Pesnik Ivo Svetina in skladatelj Tomaž Svete sta pesničinemu zatrtemu ustvarjanju v obdobju socialistične cenzure posvetila opero Ada, ki so jo v ljubljanski Operi krstno uprizorili jeseni 2017.
Adi Škerl je bila šele ob stoletnici rojstva, spomladi 2024, tudi v širši javnosti priznana vloga pesnice, ki z zbirko Senca v srcu predstavlja ženski pol znamenite zbirke Pesmi štirih.

### Knjižne objave
- Senca v srcu (1949), Založba Mladinska knjiga (COBISS)
- Zgodba o morskem konjičku (1953), Primorska založba (COBISS)
- Voščila  (1962), Založba Mladinska knjiga (COBISS)
- Obledeli pasteli (1965), Založba Lipa (COBISS)
- Nevsakdanje potovanje (1973), Založba Mladinska knjiga (COBISS)
- Temna tišina (1992), Državna založba Slovenije (COBISS)
- Speči metulji (zbrane pesmi); spremna beseda: Tanja Petrič (ur.) in Ivo Svetina (2019), Mladinska knjiga

### Prevodi
- Baba Dijen in Košček Sladkorja (1953) Založba Mladinska knjiga (COBISS)
- Pomorščaki (1956) Slovenski knjižni zavod (COBISS)
- Povej, kaj naj postanem (1986), Založba Globus (COBISS)

### Kratka proza
- V domovini zamolčani, (Slovenija, letnik 63, št. 13 (2004), str. 2.) Publikacija Svobodna (COBISS)
- Zajčkova gugalnica (letnik 62, št. 12 (avg. 2007), str. 5.) Publikacija Ciciban (COBISS)